# Río Oster
El río Oster (en ucraniano: Остер) es un río de Ucrania, un afluente por la izquierda del río Desná, afluente a su vez del río Dniéper. Tiene una longitud de aproximadamente 199 km y una cuenca hidrográfica de 2950 km². 
Se encuentra en el óblast de Cherníhiv en el norte de Ucrania. Está conectado a través de canales y arroyos con el río Trubizh, que fluye hacia el suroeste desde Kiev hasta el río Dniéper. Localidades importantes a orillas del río son: Nizhyn, Kozeléts, Róslavl y Oster.